# Vauffelin

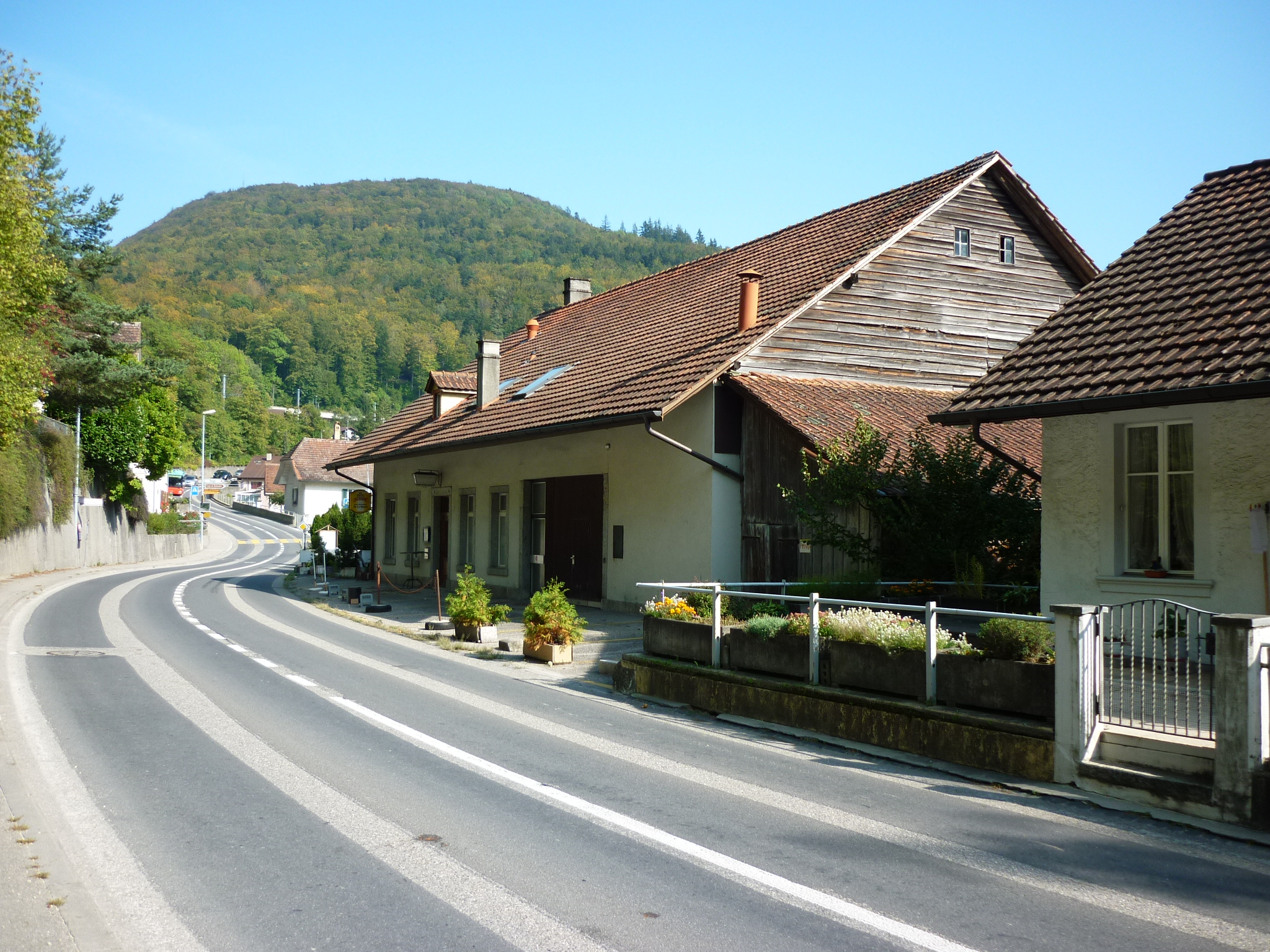
Dorfstrasse Frinvillier, Vauffelin BE, Suisse

Vauffelin est une localité et une ancienne commune suisse du canton de Berne, située dans l'arrondissement administratif du Jura bernois et la commune de Sauge.

## Géographie
La commune de Vauffelin était composée des deux localités de Vauffelin (code postal 2537) et de Frinvillier (code postal 2535).

## Histoire
De 1797 à 1815, Vauffelin a fait partie de la France, au sein du département du Mont-Terrible, puis, à partir de 1800, du département du Haut-Rhin, auquel le département du Mont-Terrible fut rattaché. Par décision du congrès de Vienne, le territoire de l’ancien évêché de Bâle fut attribué au canton de Berne, en 1815.

## Fusion
Le 28 février 2013, après la fusion refusée de 2008, les habitants de Vauffelin-Frinvillier et de Plagne approuvent une fusion entre leurs deux communes, par 66 oui contre 2 non et 2 abstentions dans la commune. Le 1er janvier 2014, la commune fusionne avec Plagne pour former la nouvelle commune de Sauge.

## Curiosité naturelle
La Source Merlin est une fontaine vauclusienne.

## Personnalités
- Elise Benoit-Huguelet (1820-1906), première sage-femme de La Baroche, en Suisse, y est née.